# Irving Wallace
Pour les articles homonymes, voir Wallace.
Irving Wallace est un écrivain et scénariste américain né le 19 mars 1916 à Chicago (Illinois), décédé le 29 juin 1990 à Los Angeles (Californie).

## Filmographie
- 1943 : Jive Junction
- 1950 : Les Cadets de West Point (The West Point Story)
- 1953 : Meet Me at the Fair
- 1953 : La Légion du Sahara (Desert Legion)
- 1953 : Même les assassins tremblent (Split Second)
- 1953 : Gun Fury
- 1953 : Bad for Each Other
- 1954 : La Sirène de Bâton Rouge (The Gambler from Natchez)
- 1955 : L'Enfer de Diên Biên Phu
- 1955 : Sincerely Yours
- 1956 : Collines brûlantes (The Burning Hills)
- 1957 : Bombardier B-52 (Bombers B-52)
- 1959 : Le Cirque fantastique (The Big Circus)